# Ingolfiella longipes
Ingolfiella longipes е вид ракообразно от семейство Ingolfiellidae. Видът е критично застрашен от изчезване.

## Разпространение
Разпространен е в Бермудски острови.